# It’s So Easy
«It's So Easy» (с англ. — «Это так просто») — песня американской хард-рок-группы Guns N' Roses, выпущенная на их дебютном альбоме Appetite for Destruction. Является первым синглом группы и была выпущена 15 июня 1987 года в Великобритании, где достигла 84-й позиции в UK Singles Chart. В то же время была выпущена немецкая версия сингла.

## Создание
Согласно интервью, опубликованному в Hit Parader в марте 1988 года, «It's So Easy» — это «отчёт о том времени, когда Дафф Маккаган и Уэст Аркин, а также остальные участники группы, переживали то время. У них не было денег, но у них было много прихлебателей, и девушки [они] могли сидеть у них на шее … все было слишком просто. Была полная праздность; это так просто».
В интервью Эдди Транка в 2006 году Эксл Роуз сказал, что МакКаган и Аркин изначально написали «It’s So Easy» как акустическую песню «а-ля хиппи», и что Слэш решил превратить её в рок-песню. МакКаган говорил, что Аркин научил его альтернативному гитарному строю, из-за чего песня имела более выделяющийся звук: «Без open-E строя, эта песня не произошла бы, именно поэтому Уэст указан как соавтор песни».

## Музыкальное видео
10 октября 1989 года, более чем через два года после выхода оригинального сингла, на «It's So Easy» был снят промо-ролик. В видео группа играет вживую перед толпой на сцене ночного клуба Cathouse в Голливуде. Позже в рекламных целях была выпущена сильно отредактированная версия видео. Она не был включена в DVD-диск группы Welcome to the Videos, поэтому эта версия встречается редко и её можно найти только в Интернете. В то время, когда видео было выпущено, Guns N 'Roses не были так популярны, вследствие этого сингл никогда не выпускался в Соединённых Штатах, а его видео никогда не входило в ротацию MTV.
В конце концов видео было выпущено 28 мая 2018 года.

## Список композиций
Все песни написаны Guns N' Roses, соавтором «It's So Easy» является Уэст Аркин
| №                   | Название            | Автор(ы)                  | Длительность |
| ------------------- | ------------------- | ------------------------- | ------------ |
| 1.                  | «It's So Easy»      | Дафф МакКаган, Уэст Аркин | 3:24         |
| 2.                  | «Mr. Brownstone»    | Иззи Стрэдлин, Слэш       | 3:47         |
| Общая длительность: | Общая длительность: | Общая длительность:       | 7:11         |

| №                   | Название              | Автор(ы)                          | Длительность |
| ------------------- | --------------------- | --------------------------------- | ------------ |
| 1.                  | «It's So Easy»        | МакКаган, Аркин                   | 3:24         |
| 2.                  | «Mr. Brownstone»      | Стрэдлин, Слэш                    | 3:47         |
| 3.                  | «Shadow of Your Love» | Эксл Роуз, Стрэдлин, Пол Тобиас]  | 3:03         |
| 4.                  | «Move to the City»    | Стрэдлин, Дель Джеймс, Крис Уэбер | 3:41         |
| Общая длительность: | Общая длительность:   | Общая длительность:               | 13:55        |

## Участники записи
- Эксл Роуз — вокал
- Слэш — соло-гитара
- Иззи Стрэдлин — ритм-гитара, бэк-вокал
- Дафф МакКаган — бас-гитара, бэк-вокал
- Стивен Адлер — ударные

## Чарты
| Чарт (1987)                     | Высшая позиция |
| ------------------------------- | -------------- |
| Великобритания (OCC UK Singles) | 84             |